# 農寧根

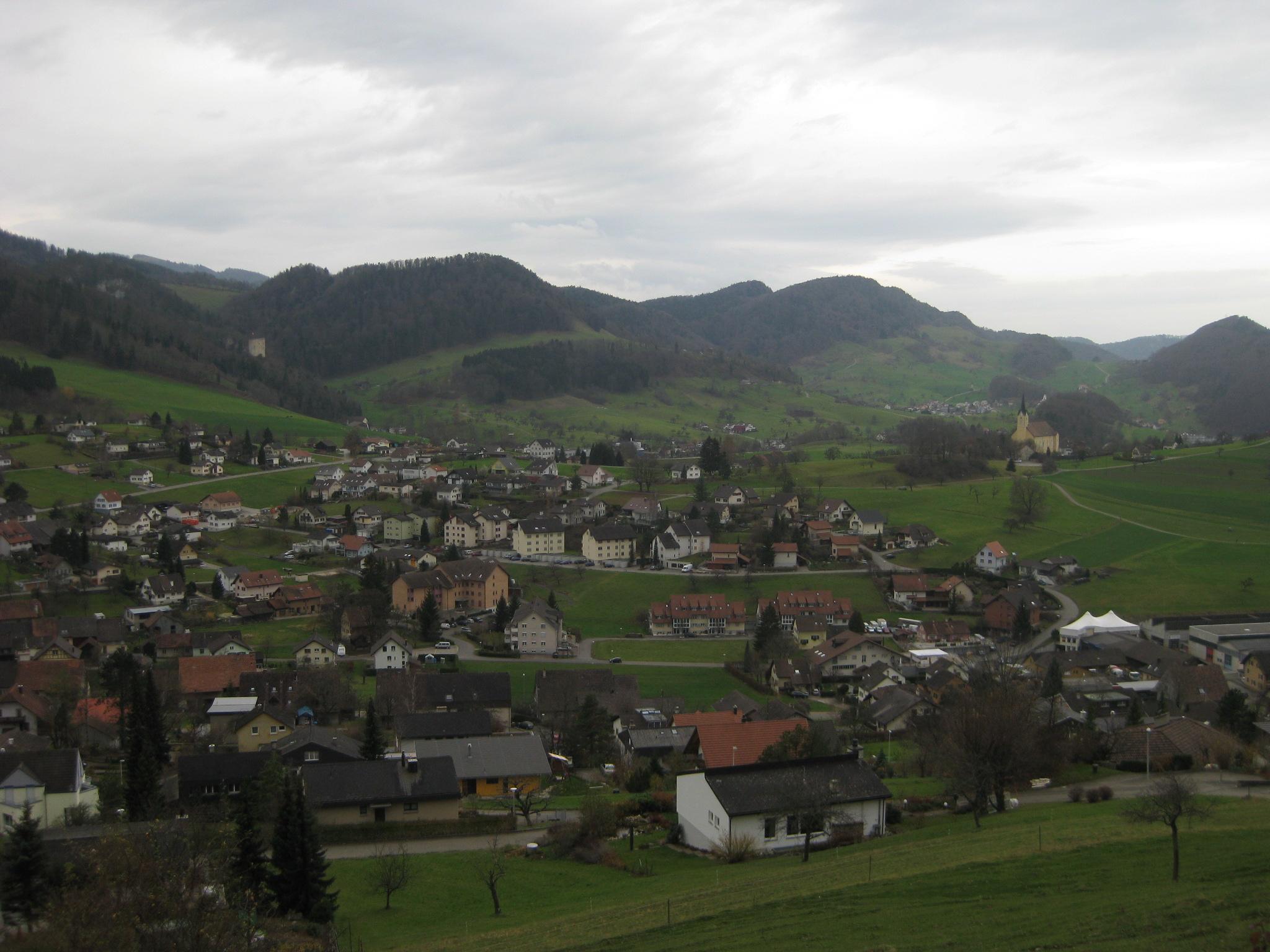

農寧根是瑞士的城鎮，位於該國北部，由索洛圖恩州負責管轄，面積10.34平方公里，海拔高度621米，2012年人口1,854，七成人口信奉羅馬天主教，人口密度每平方公里179人。